# Laurent Ségalen
 (octobre 2014).
Si vous disposez d'ouvrages ou d'articles de référence ou si vous connaissez des sites web de qualité traitant du thème abordé ici, merci de compléter l'article en donnant les références utiles à sa vérifiabilité et en les liant à la section « Notes et références ».
Laurent Ségalen (né en 1954 à Bourg-Blanc) est un auteur français de romans policiers se déroulant en Bretagne. 

## Biographie
Il a eu carrière professionnelle hétéroclite après ses études au collège Saint-François de Lesneven puis la Croix Rouge de Brest avant un IUT à Quimper.

## Œuvre
Le personnage fétiche s'appelle Gaétan Letrusel, un détective privé de l'agence FILIGRANE basée à Brest. Dans ses enquêtes, le détective privé s'appuie sur l'assistance de Evi Burdin, la collaboratrice et aussi sur une complicité entretenue avec un policier du commissariat local, Gérard Strullys.
Chaque tome étudie à un thème différent.